# Oryzopsis lateralis
Oryzopsis lateralis är en gräsart som först beskrevs av Eduard August von Regel, och fick sitt nu gällande namn av Otto Stapf och Joseph Dalton Hooker. Oryzopsis lateralis ingår i släktet Oryzopsis och familjen gräs. Inga underarter finns listade i Catalogue of Life.